# Liste von Söhnen und Töchtern der Stadt San Antonio
Dies ist eine Liste bekannter Persönlichkeiten, die in der US-amerikanischen Stadt San Antonio (Texas) geboren wurden. Die Liste erhebt keinen Anspruch auf Vollständigkeit.

## 19. Jahrhundert

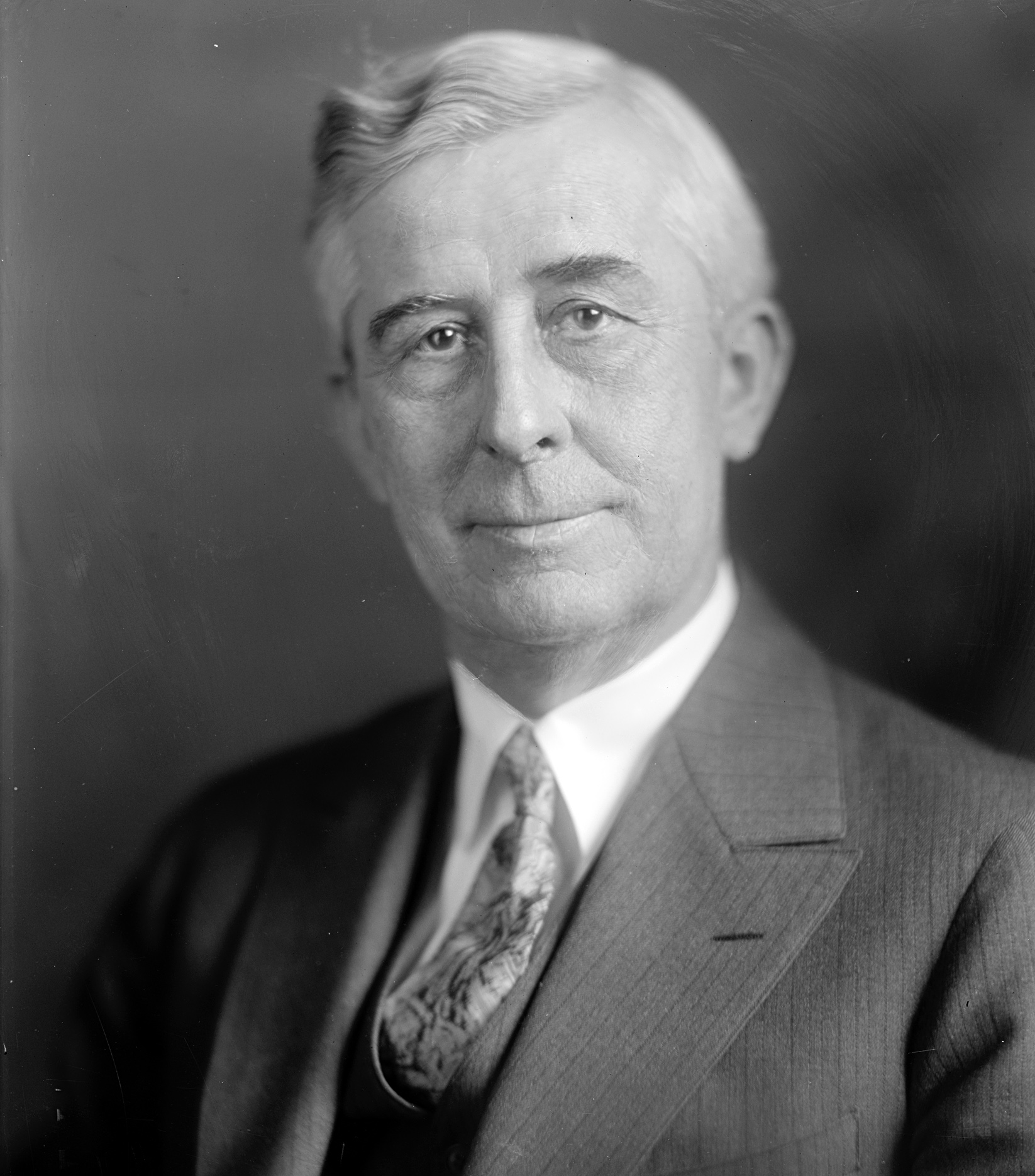
Harry M. Wurzbach
(1874–1931)

- Hugh Young (1870–1945), Urologe und Chirurg
- Charles Cresson (1874–1949), Tennisspieler
- Harry M. Wurzbach (1874–1931), Politiker
- Augustus McCloskey (1877–1950), Politiker
- Julian Onderdonk (1882–1922), Maler
- Eleanor Rogers Onderdonk (1884–1964), Malerin und Kuratorin
- Florence Bates (1888–1954), Filmschauspielerin
- Henry Terrell Jr. (1890–1971), Generalmajor der United States Army
- John B. Coulter (1891–1983), Generalleutnant der United States Army
- Percy W. Clarkson (1893–1962), Generalmajor der United States Army
- Laurence Julius FitzSimon (1895–1958), römisch-katholischer Bischof von Amarillo
- Maury Maverick (1895–1954), Politiker
- Samuel Irving Rosenman (1896–1973), Jurist und Präsidentenberater

## 20. Jahrhundert

### 1901–1930

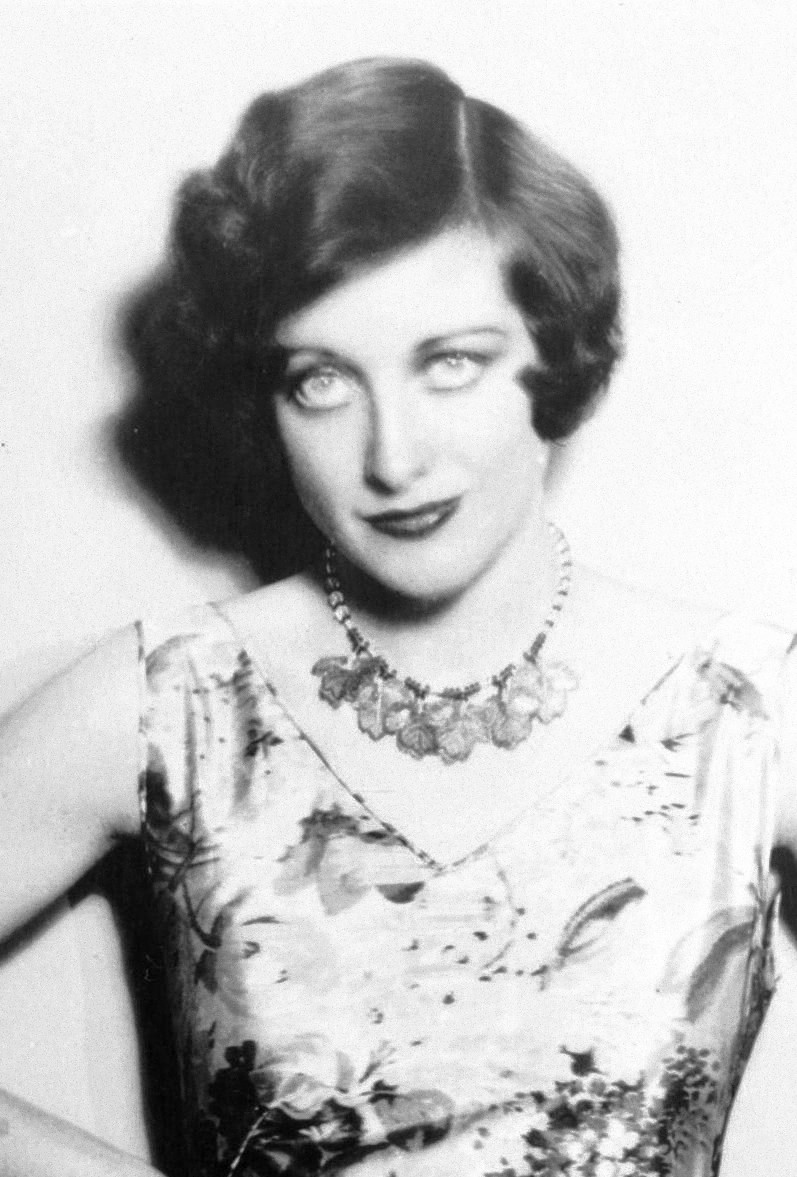
Joan Crawford
(1905–1977)

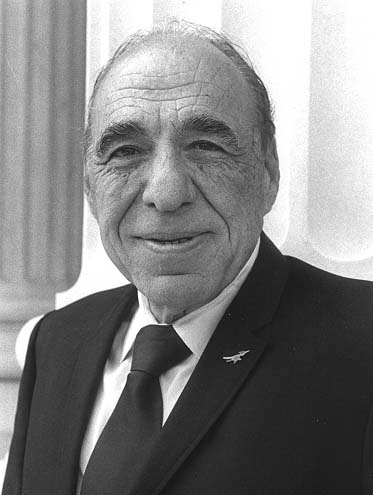
Henry B. Gonzalez
(1916–2000)

- Wilmer Allison (1904–1977), Tennisspieler
- Nan Blakstone (1905–1951), Sängerin
- Joan Crawford (1905–1977), Filmschauspielerin
- Mike Burch (1907–1981), Autorennfahrer
- Dolores Hitchens (1907–1973), Schriftstellerin
- Lloyd Glenn (1909–1985), R&B-Musiker und Arrangeur
- Roland Gross (1909–1989), Filmeditor
- Thomas Anthony Harris (1910–1995), Psychiater, Autor und Arzt
- Helen Craig (1912–1986), Schauspielerin
- Berry Kroeger (1912–1991), Schauspieler
- James LuValle (1912–1993), Sprinter und Chemiker
- Samuel E. Beetley (1913–1988), Filmeditor
- Frank M. Karsten (1913–1992), Politiker
- Robert George Cole (1915–1944), Lieutenant Colonel im Zweiten Weltkrieg
- Henry B. Gonzalez (1916–2000), Politiker
- Jane Adams (1918–2014), Schauspielerin
- Robert Cade (1927–2007), Physiologe
- Dorian Leigh (1917–2008), Fotomodel und Schauspielerin
- Doris Drew (* ≈1925), Pop- und Jazzsängerin
- Clifford Scott (1928–1993), R&B- und Jazz-Musiker
- Neal Barrett jr. (1929–2014), Science-Fiction-Autor
- James Gerhardt (1929–2021), Leichtathlet
- Charles Edwin Herzig (1929–1991), römisch-katholischer Bischof von Tyler
- Sam Johnson (1930–2020), Politiker
- Roger McCluskey (1930–1993), Autorennfahrer
- Edward Higgins White (1930–1967), Astronaut

### 1931–1940
- John S. Fordtran (* 1931), Mediziner

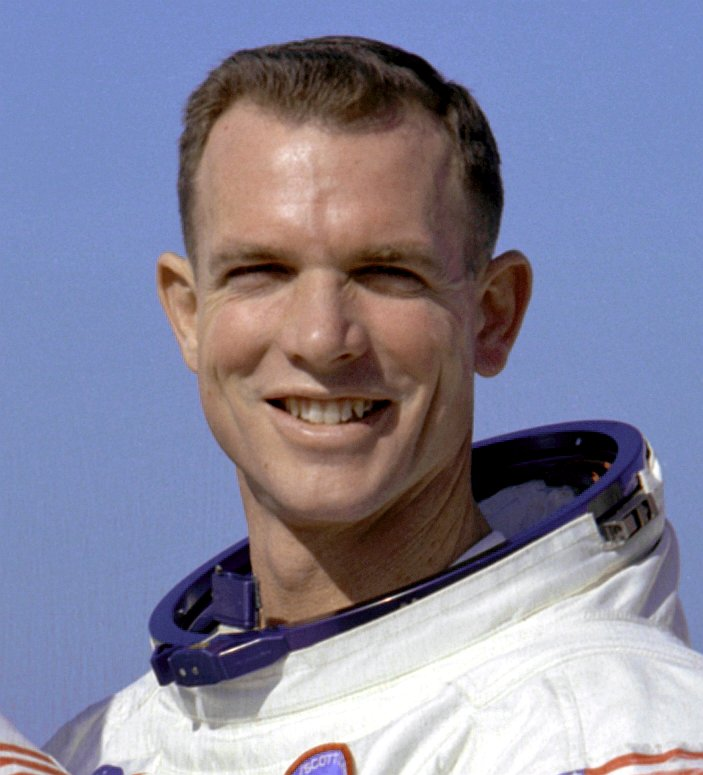
David Scott
(* 1932)

- Gene Forrest (1931–2003), R&B-Musiker und Songwriter
- William Henry Keeler (1931–2017), römisch-katholischer Erzbischof von Baltimore
- Jesse Belvin (1932–1960), Rhythm-and-Blues-Musiker
- David Randolph Scott (* 1932), Astronaut und siebter von bisher zwölf Menschen, die den Mond betreten haben
- Carol Burnett (* 1933), Schauspielerin
- Al Freeman junior (1934–2012), Schauspieler und Regisseur
- William H. Schneider (1934–1994), Generalleutnant der United States Army
- Justin Tubb (1935–1998), Country-Musiker und Songwriter
- Rodolfo Alvarez (* 1936), Soziologe und emeritierter Professor
- Glenn Jordan (* 1936), Filmregisseur und Filmproduzent
- Bradley C. Hosmer (* 1937), Generalleutnant der United States Air Force
- Paula Prentiss (* 1938), Schauspielerin
- Mike Wofford (* 1938), Jazzpianist
- Ponty Bone (1939–2018), Akkordeonist
- Flaco Jiménez (1939–2025), Tex-Mex-Musiker
- Augie Meyers (* 1940), Musiker
- Michael W. O’Neill (1940–2003), Geotechniker

### 1941–1950

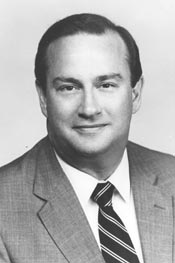
Charles Robin Britt
(* 1942)

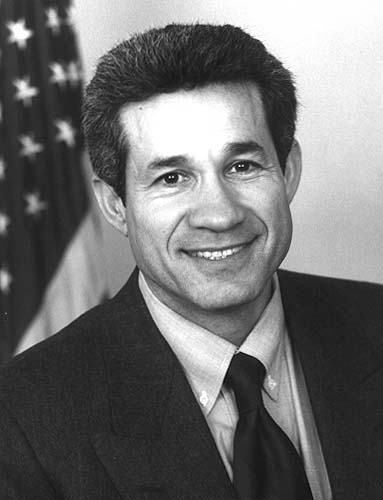
Frank Tejeda
(1945–1997)

- Jim Cullum junior (1941–2019), Jazz-Trompeter
- Howell M. Estes III (1941–2024), General der United States Air Force
- Carl Jockusch (* 1941), Mathematiker und mathematischer Logiker
- Michael E. Ryan (* 1941), General der United States Air Force
- Doug Sahm (1941–1999), Rock-, Blues- und Countrymusiker (Sir Douglas Quintet)
- John E. Blaha (* 1942), Astronaut
- Charles Robin Britt (* 1942), Politiker
- John P. Otjen (* 1942), Generalleutnant der United States Army
- Tommy Nobis (1943–2017), American-Football-Spieler
- Oliver North (* 1943), Offizier der US-Marineinfanterie
- Castle Freeman (* 1944), Schriftsteller
- Randy Johnson (1944–2009), American-Football-Spieler
- Charlie Gonzalez (* 1945), Politiker
- Leonard D. Holder Jr. (* 1944), Generalleutnant der United States Army
- Toby Johnson (* 1945), Autor
- Jackie King (1945/46–2016), Gitarrist
- Whitley Strieber (* 1945), Schriftsteller
- Frank Tejeda (1945–1997), Rechtsanwalt und Politiker
- Don G. Campbell (1946–2012), Pianist, Organist, Musikpädagoge und -wissenschaftler
- Robert Xavier Rodríguez (* 1946), Komponist
- Patricia Anthony (1947–2013), Autorin von Science-Fiction und historischen Romanen
- Henry Cisneros (* 1947), Latino-Politiker und Wirtschaftsvorstand
- Jessie Otto Hite (* 1947), Kunsthistorikerin
- Lamar S. Smith (* 1947), Politiker
- Richard Farley (* 1948), Amokläufer
- James Henry (* 1948), Wasserspringer
- John B. Nathman (* 1948), Admiral
- Bruce McGill (* 1950), Schauspieler

### 1951–1960

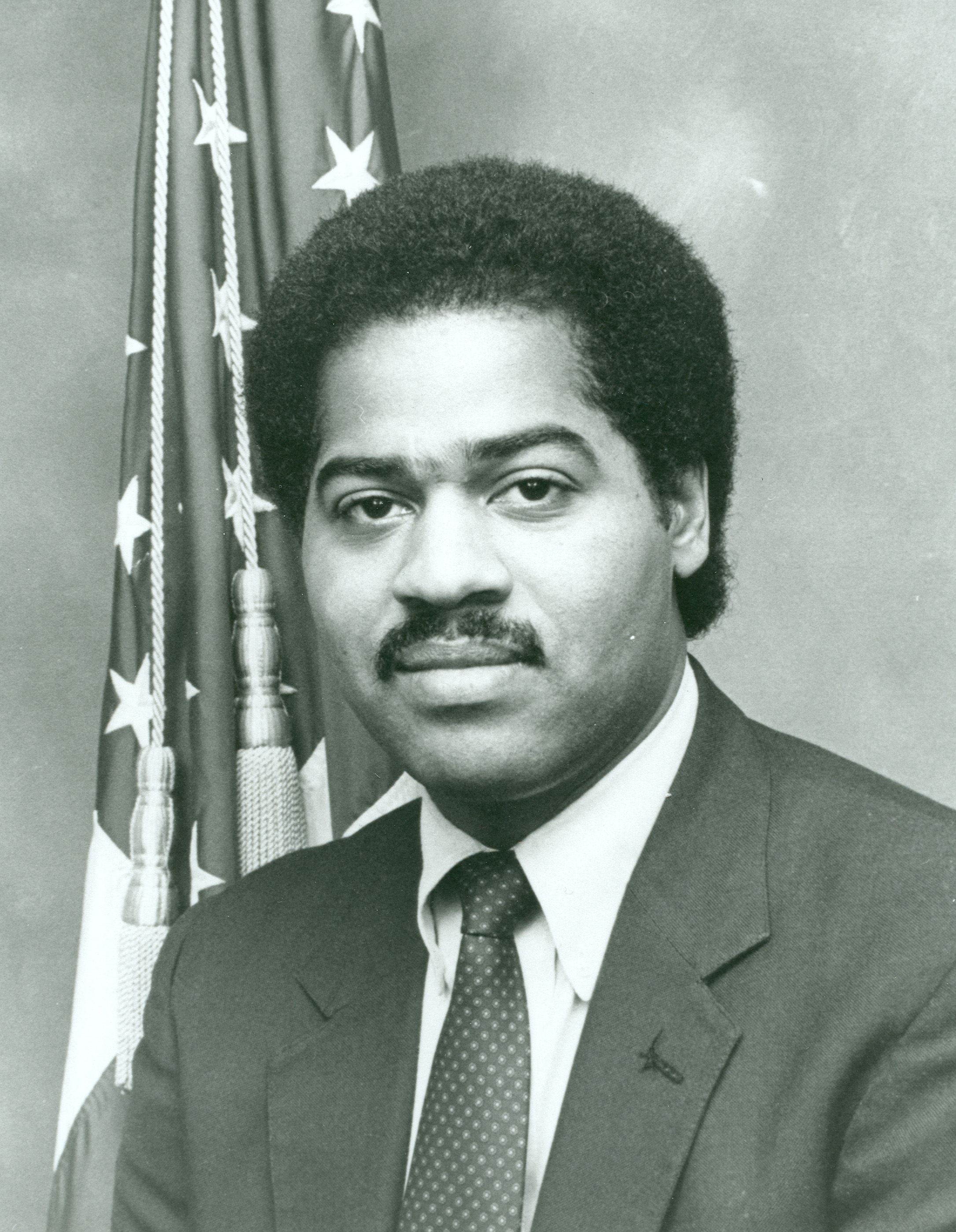
Alan Wheat
(* 1951)

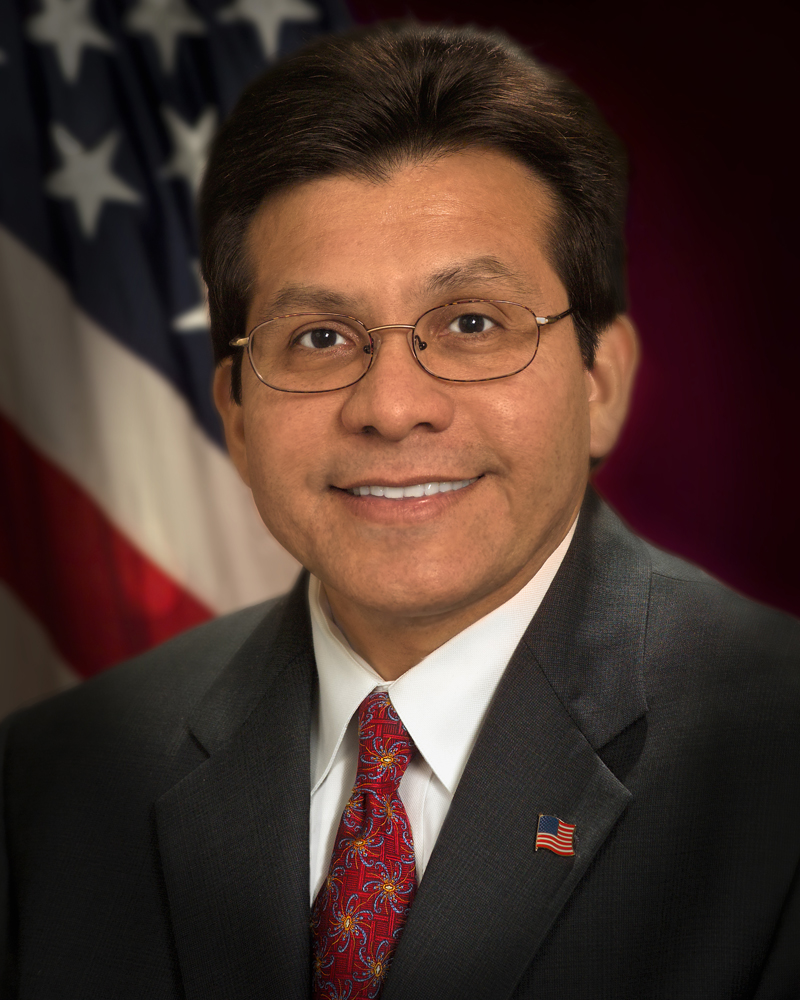
Alberto R. Gonzales
(* 1955)

- Christopher Cross (* 1951), Musiker, Songwriter und Sänger
- Alejandro Escovedo (* 1951), Musiker, Songwriter und Sänger
- Alan Wheat (* 1951), Politiker
- Arthur Barrow (* 1952), Rockmusiker, Bassist
- Will Lee (* 1952), Jazzbassist
- Kevin Reynolds (* 1952), Filmregisseur, Drehbuchautor und Rechtsanwalt
- Gil Birmingham (* 1953), Schauspieler
- Randy Piper (* 1953), Musiker
- Mark A. Welsh (* 1953), General der United States Air Force
- Randolph D. Alles (* 1954), Direktor des United States Secret Service
- Tully Blanchard (* 1954), Wrestler
- Henry Bonilla (* 1954), Politiker
- Eduardo Alanis Nevares (* 1954), römisch-katholischer Geistlicher, Weihbischof in Phoenix
- Bill White (* 1954), Politiker, Bürgermeister von Houston
- Alberto R. Gonzales (* 1955), Anwalt und Politiker
- Jeffrey A. Harvey (* 1955), Physiker
- Tish Hinojosa (* 1955), Folk- und Country-Sängerin und Songwriterin
- Donald D. Hoffman (* 1955), Kognitionspsychologe
- Max Lucado (* 1955), Pastor und Schriftsteller
- Rita Crockett (* 1957), Volleyball- und Beachvolleyballspielerin
- Callie Khouri (* 1957), Drehbuchautorin und Filmregisseurin und Filmproduzentin
- Thomas Hales (* 1958), Mathematiker und Mellon-Professor für Mathematik an der University of Pittsburgh
- Stephen Herek (* 1958), Filmregisseur, Drehbuchautor und Filmproduzent
- Bill Alves (* 1960), Komponist und Multimediakünstler
- Sydney Youngblood (* 1960), Sänger

### 1961–1980
- Emilio Rivera (* 1961), Schauspieler

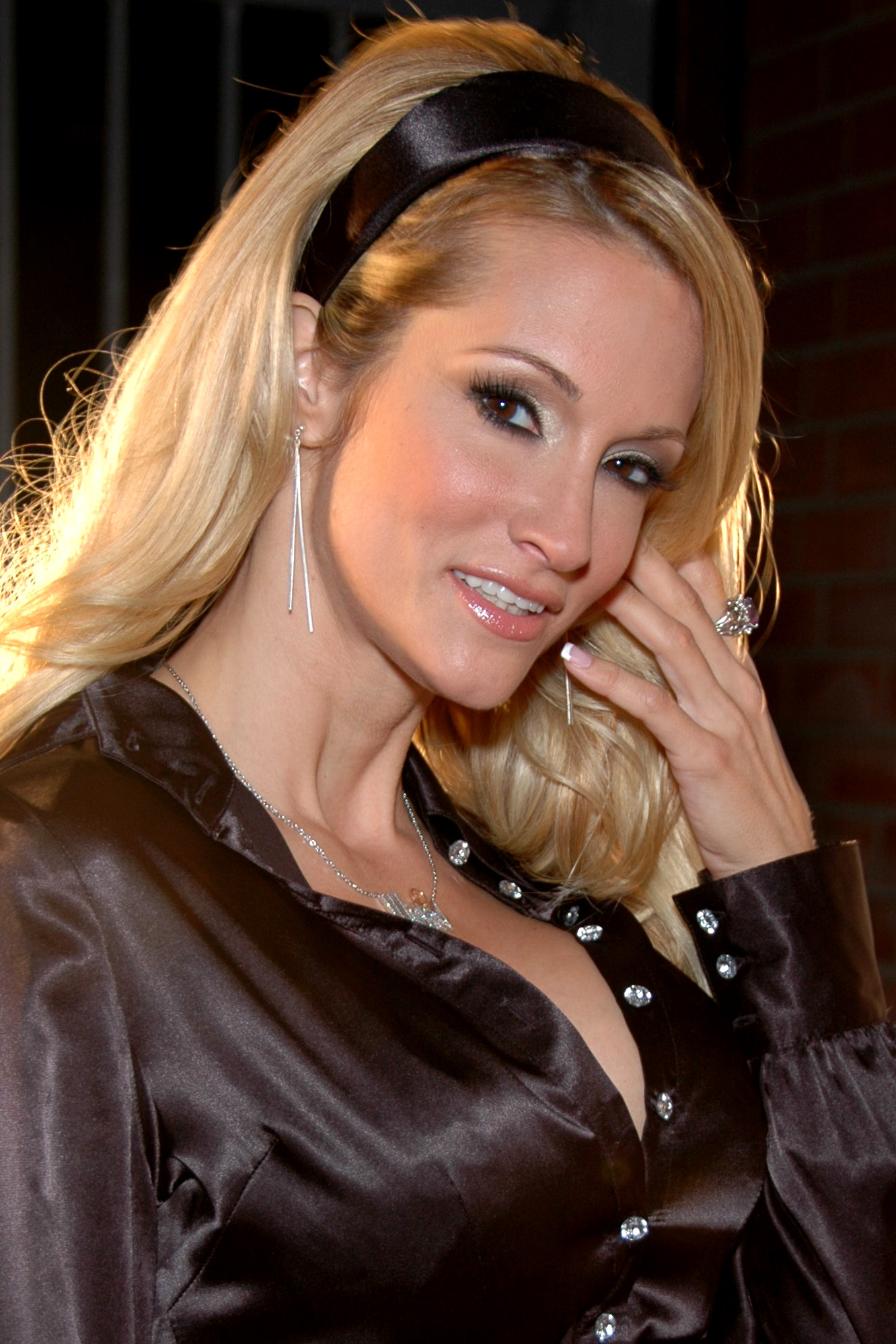
Jessica Drake
(* 1974)

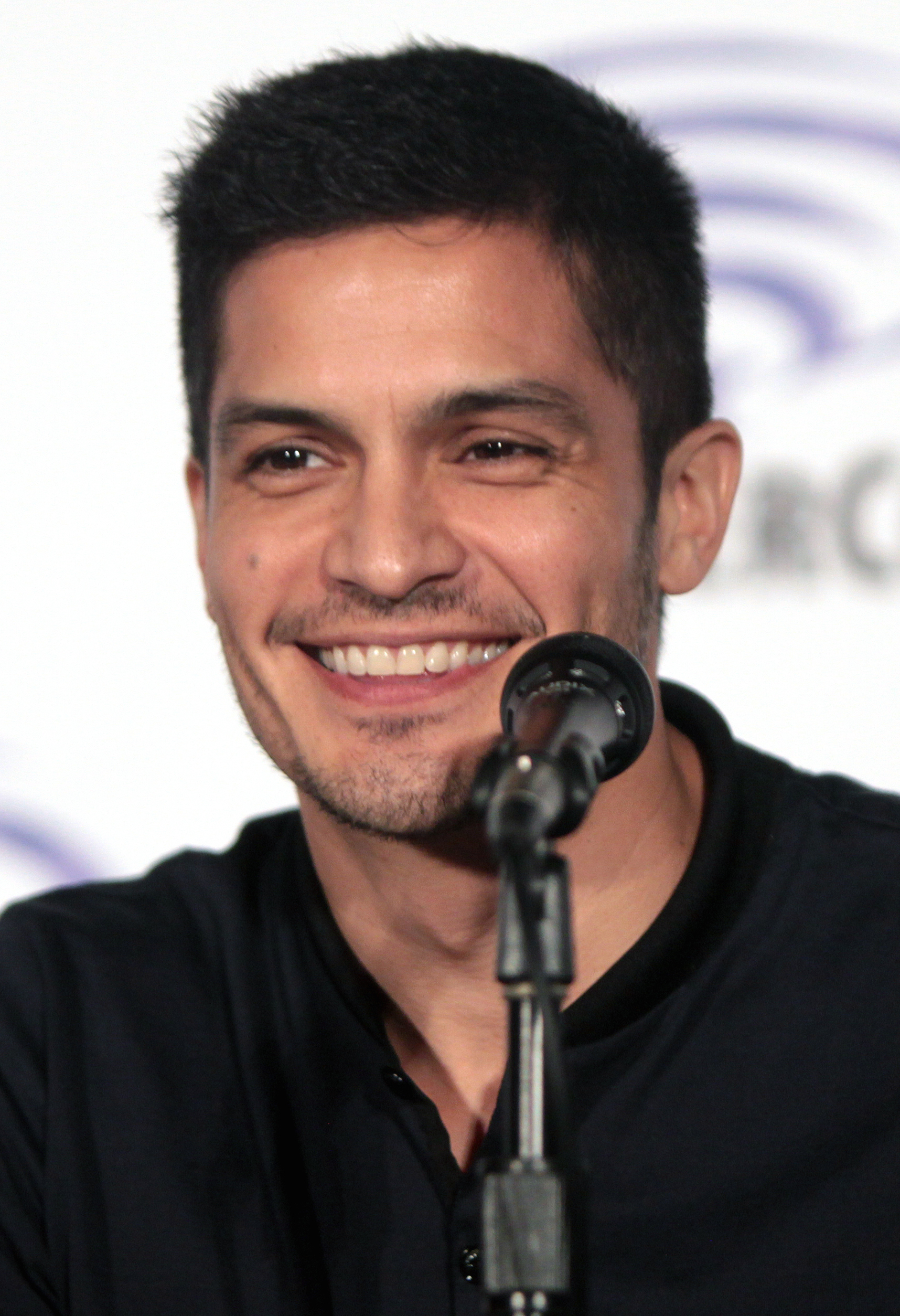
Nicholas Gonzalez
(* 1976)

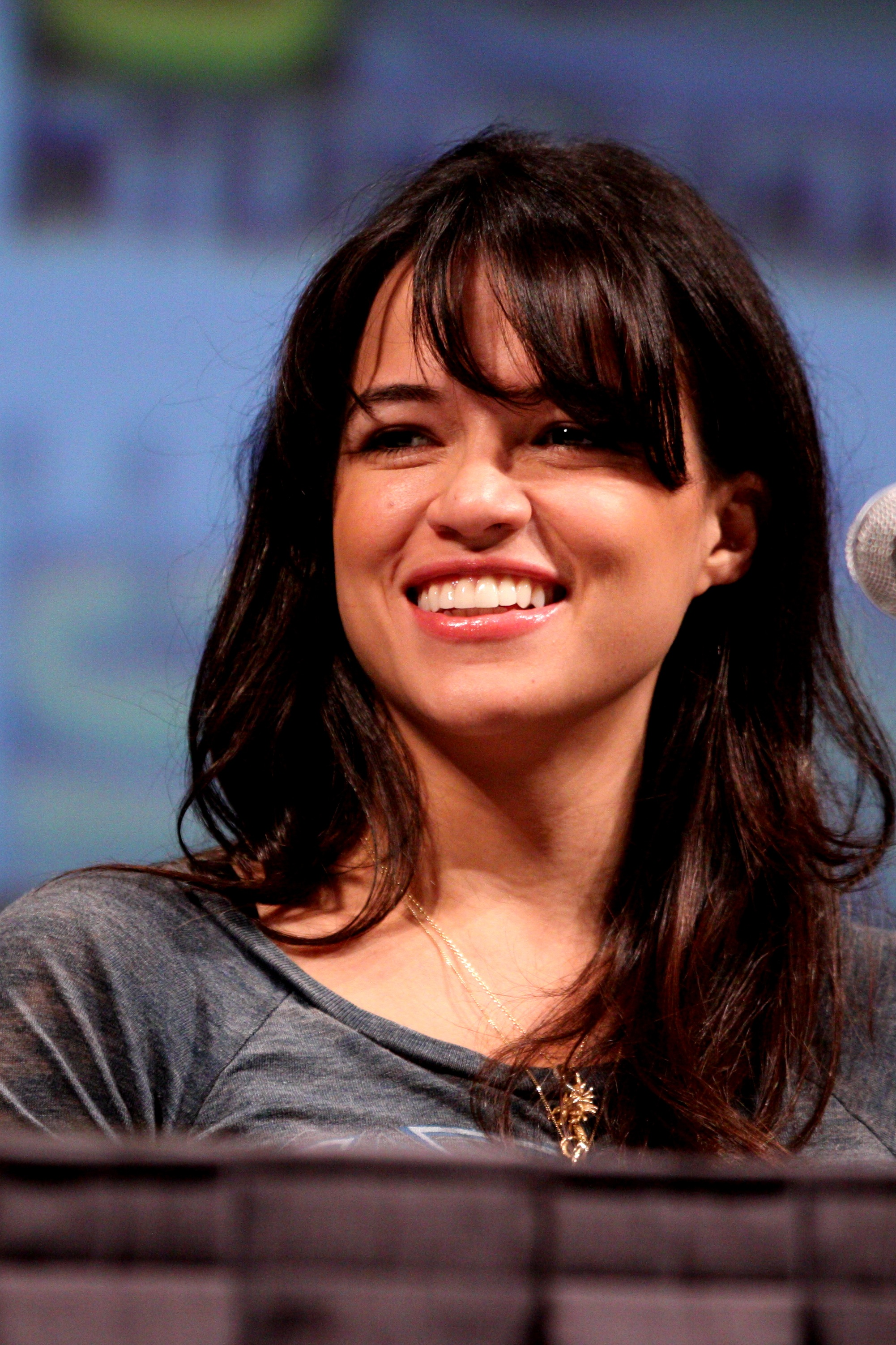
Michelle Rodríguez
(* 1978)

- Charles Q. Brown Jr. (* 1962), General der United States Air Force und seit 2023 Generalstabschef der Streitkräfte der Vereinigten Staaten
- Robert McMurry (* um 1962), Generalleutnant der United States Air Force
- Bruce Hayes (* 1963), Schwimmer
- Fred Poordad (* 1964), Mediziner und Autorennfahrer
- Rick Riordan (* 1964), Schriftsteller
- Jonathan Joss (1965–2025), Schauspieler, Synchronsprecher und Musiker
- Shawn Michaels (* 1965), Wrestler
- Yvette M. Davids (* 1967), Offizierin der United States Navy
- Pepe Aguilar (* 1968), Sänger, Komponist und Musikproduzent
- Terri Hendrix (* 1968), Country-Sängerin und Songwriterin
- Robert Rodriguez (* 1968), Regisseur
- Robert Quiroga (1969–2004), Boxer
- Patricia Vonne (* 1969), Musikerin und Schauspielerin
- Leonard Gates (* 1970), Dartspieler
- Bo Outlaw (* 1971), Basketballspieler
- Henry Thomas (* 1971), Schauspieler
- Kristopher Carter (* 1972), Filmkomponist
- Josh Davis (* 1972), Schwimmer und dreifacher Olympiasieger
- Pat Green (* 1972), Countrysänger
- Stephen F. Jost (* um 1972), Generalleutnant der United States Air Force
- Maeghan Albach (1974–2019), Synchronsprecherin, Schauspielerin und Model
- Joaquín Castro (* 1974), Politiker
- Julian Castro (* 1974), Politiker
- Jessica Drake (* 1974), Pornodarstellerin
- Kevin Alejandro (1976–2021), Schauspieler
- Nicholas Gonzalez (* 1976), Schauspieler
- James Roday (* 1976), Schauspieler
- Penny Drake (* 1977), Schauspielerin und Model
- Steve Howey (* 1977), Schauspieler
- Warren Kole (* 1977), Schauspieler
- Chrysta Bell (* 1978), Musikerin und Schauspielerin
- Patrick Cornelius (* 1978), Jazzmusiker
- Michelle Rodríguez (* 1978), Schauspielerin
- Kliff Kingsbury (* 1979), American-Football-Spieler und -Trainer
- Jabar Gaffney (* 1980), American-Football-Spieler

### 1981–2000

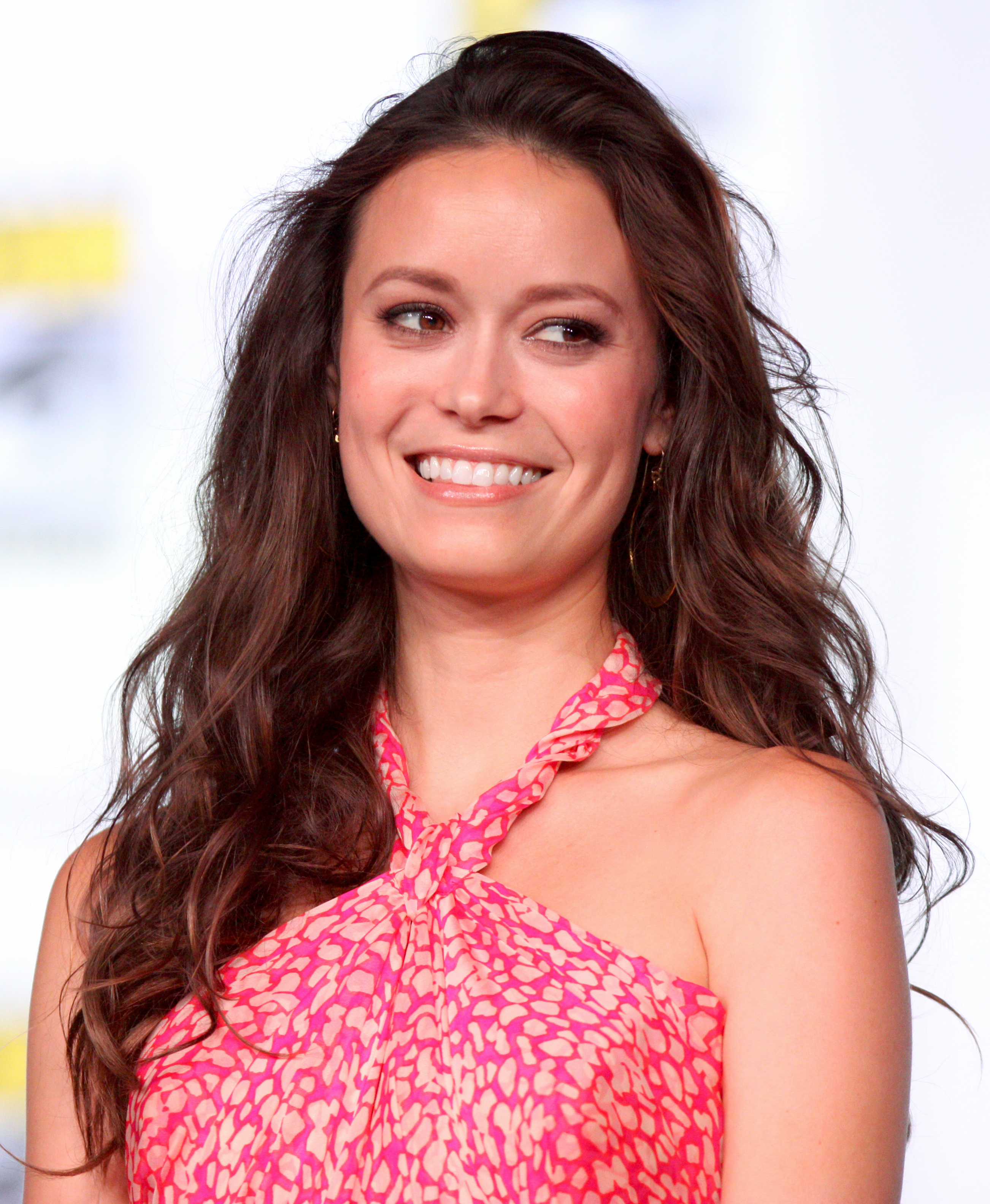
Summer Glau
(* 1981)

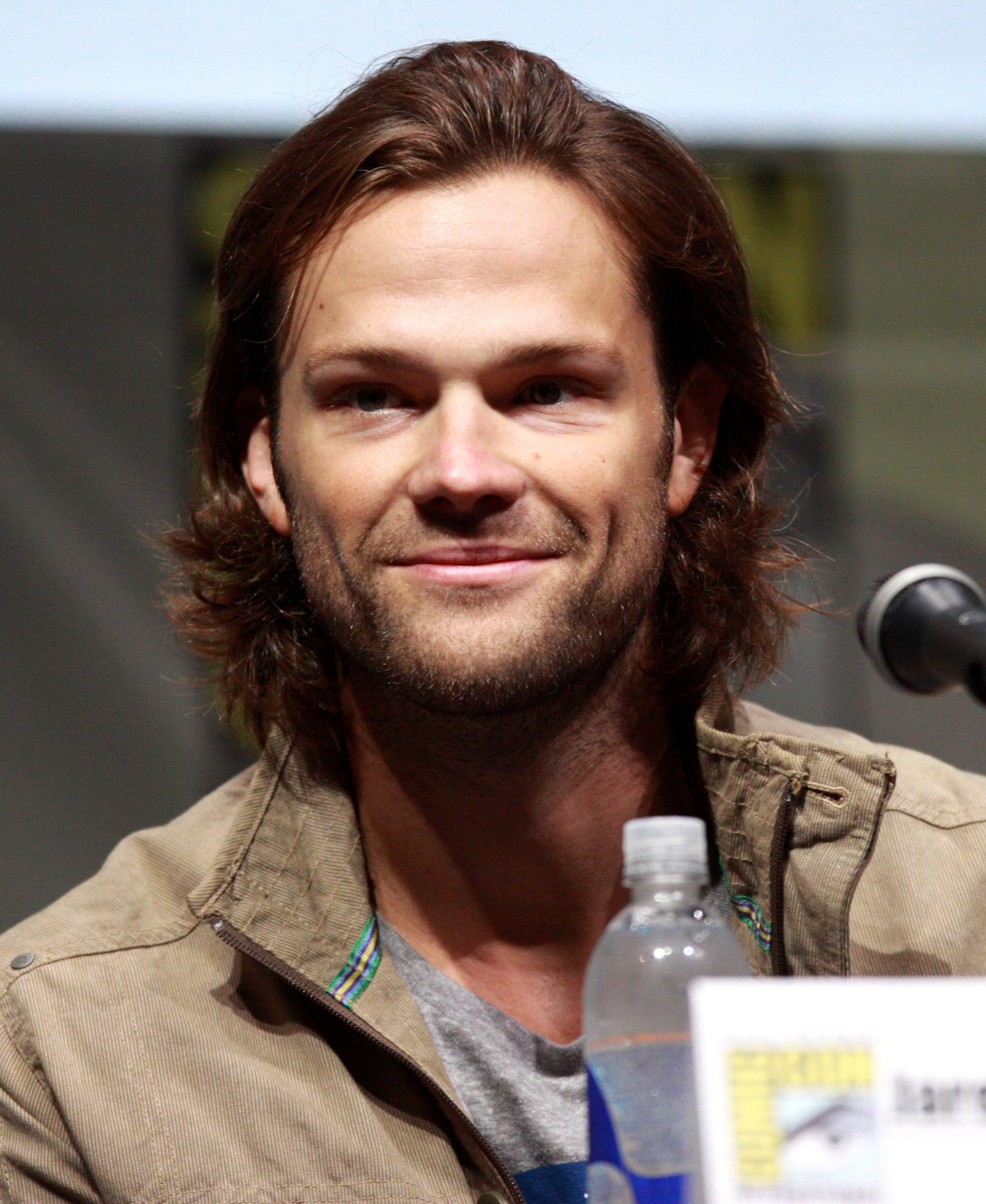
Jared Padalecki
(* 1982)

- Jason Conley (* 1981), Basketballspieler
- Summer Glau (* 1981), Schauspielerin
- Jared Padalecki (* 1982), Schauspieler
- Jessica Collins (* 1983), Schauspielerin[1]
- Darold Williamson (* 1983), Sprinter und Staffel-Olympiasieger
- Boone Logan (* 1984), Baseballspieler
- Steven Pruitt (* 1984), Wikipediautor
- Nicole Fawcett (* 1986), Volleyballspielerin
- Katie Leclerc (* 1986), Schauspielerin
- Wesley Matthews (* 1986), Basketballspieler
- Taylor Ball (* 1987), Schauspieler
- Phillip Hui (* 1987), Pokerspieler
- Quentin Iglehart-Summers (* 1987), Sprinter
- Jamie Hunt (* 1988), Tennisspieler und -trainer
- Erica Mer (* 1988), Filmschauspielerin
- Ariana Ince (* 1989), Speerwerferin
- Allyson ‚Ally‘ Brooke Hernandez (* 1993), Sängerin in der Girlband Fifth Harmony
- Paxton Lynch (* 1994), American-Football-Spieler
- Madison Davenport (* 1996), Schauspielerin
- Andrew Hudson (* 1996), jamaikanisch-US-amerikanischer Sprinter
- Austin Mahone (* 1996), Sänger
- Trey Hilderbrand (* 2000), Tennisspieler
- Kiana Horton (* 1997), Sprinterin
- Kellen Mond (* 1999), American-Football-Spieler
- NaLyssa Smith (* 2000), Basketballspielerin

## 21. Jahrhundert
- Nikki Hahn (* 2002), Schauspielerin
- Sammi Haney (* 2010), Kinderdarstellerin